# Cayo Coco
Cayo Coco é uma ilha na região central de Cuba, sua superficie de 370 km² a faz a quarta maior ilha deste país; é famosa por suas luxuosas estações turísticas com tudo incluido. Está localizada na província de Ciego de Ávila e é parte de uma cadeia de ilhas conhecidas como "Jardins do Rei".
O cayo está unido à ilha de Cuba por meio de um caminho artificial de uns 27 km de comprimento. A construção causou protestos por parte dos ambientalistas dado que interrompia o fluxo das orlas e deste modo o ciclo de vida da vida marítima. Apesar dos temores iniciais, os flamingos selvagens seguem vivendo nas águas pouco profundas e podem ser vistos frequentemente desde o caminho artificial, ainda não com tanta frequência como antes da construção.
A ilha de Cayo Coco está unida por um camino natural ao Cayo Guillermo.
Também tem seu próprio aeroporto internacional, o Aeroporto Internacional de Jardines del Rey, também conhecido como Aeroporto Jardines del Rey. Desde 2005, os turistas podem voar diretamente ao aeroporto em Cayo Coco, em lugar de ter que fazer-lo através da ilha principal de Cuba.
Cayo Coco é um dos pontos turísticos mais importantes da Cuba, junto com o Varadero, Cayo Santa María e Cayo Largo. Neste ilhote existem apenas hotéis de praia com tudo incluído. Cayo Coco é famoso pelas suas praias 